# Mikroekonomi
Mikroekonomi är det område inom nationalekonomin som i huvudsak analyserar enskilda producenters och konsumenters samverkan på marknader. Antaganden om aktörerna och marknaden görs och utifrån dessa dras slutsatser om hur ekonomin bör eller kommer att fungera. 

## Konsument
Konsumenten beskrivs oftast av en nyttofunktion och antaganden kring nyttofunktionens utseende påverkar konsumentens beteende. De vanligaste antagandena är avtagande marginalnytta, det vill säga att nyttofunktionen är växande med negativ andraderivata (vilket ger riskaversion). På detta läggs ett budgetvillkor. Konsumenten antas ofta agera helt rationellt, men särskilt i modern forskning brukar detta villkor modifieras på olika sätt.
En engelkurva visar hur konsumtion förändras i förhållande till inkomsten. Om konsumentens inkomst förändras så förändras konsumtionen av olika varor på olika sätt, vilket gör att varor kan kategoriseras i olika grupper så som inferiör vara eller normal vara.

## Producent
Produktion beskrivs av en produktionsfunktion som beskriver möjlig tillverkning för ett företag. Producenten antas oftast vara vinstmaximerande.
En isokvantkurva beskriver de olika möjliga tillverkningskombinationerna. Marginalprodukt beskriver produktion av ytterligare en enhet, kostnaden för den kallas marginalkostnad. 

## Marknaden

Förhållandet mellan pris, kvantitet, utbud och efterfrågan på en stiliserad marknad som befinner sig i jämvikt.

Aktörernas agerande påverkar också på vilken form av marknad dessa verkar. Olika typer av marknader är exempelvis monopol, monopsoni, oligopol och kartell.
- Cournotmodell
- Bertrandmodell
- Marknadsmisslyckande: Om marknadsekonomin misslyckas kan detta ha flera anledningar, så som asymmetrisk information, monopol och externa effekter.

Ett viktigt verktyg i mikroekonomi är spelteori, som studerar hur en aktör ska agera utifrån hur konkurrerande aktörer agerar.